# Srdce (opera)
Srdce je opera (zpěvohra) (Op. 102) o dvou jednáních, předehře a dohře českého skladatele Josefa Bohuslava Foerstera na vlastní libreto. Poprvé byla provedena dne 15. listopadu 1923 v Národním divadle v Praze.

## Vznik a historie díla
Skladatel J. B. Foerster začal psát operu Srdce brzy poté, co se po vzniku Československa navrátil z Vídně do Prahy. Bylo to pro něj těžké období: vracel se sice jako uznávaný skladatel, nicméně za dvacet let pobytu mimo Prahu se ocitl v neznámém prostředí, které mu nebylo zcela příznivé. Za války navíc přišel o veškeré své úspory a byl těžce zasažen smrtí bratra Viktora. V této situaci začal psát novou operu opět na vlastní text, která navazovala na předcházející Nepřemožené tématem erotické lásky, která očištěna utrpením dosahuje vyššího etického stupně. Libreto dokončil počátkem roku 1921 a začal komponovat. V březnu téhož roku, když byl Foerster v polovině druhého dějství, zemřel jeho jediný syn. Foerster byl zdrcen a na dlouhou dobu neschopen práce; k partituře se vrátil až v listopadu 1921 a dokončil ji roku 1922. Prožitá bolest se v opeře projevila, zejména v polyfonickém epilogu v dohře. Hotovou partituru skladatel věnoval „památce drahých rodičů“.
Dokončenou operu v následujícím roce uvedl v pražském Národním divadle Otakar Ostrčil.

## Charakteristika díla
Po Nepřemožených se skladatel i v této opeře spolehl na vlastní libreto. Oproti předchozímu dílu se jeho – sám o sobě prostý a jednoduchý – příběh opět vzdaluje od reality směrem k etickému podobenství. Tématem je opět zušlechtění erotické lásky prostřednictvím utrpení a sebeobětování; i zde je hlavním hrdinou umělec, tentokrát herec, a i zde má ženská postava především úlohu jeho inspirace a současně etické opory, záchrany. V Srdci však je nakonec překročen horizont individuální lásky: hrdinova vášnivá láska je mylná a neopětovaná, nemůže tedy vést ke splynutí milovaných duší. Avšak tím život nepozbývá ceny, protože toto utrpení může být přeměněno v lásku nadosobní, všelidskou, zaměřenou na ty, kdo jí mají nejvíce zapotřebí.
Dramatická koncepce je důmyslná; nejpozoruhodnější je druhé jednání, ve kterém vystupuje jen ústřední pár Klára – Hlavsa. Milostným konfliktem i motivem číše s nápojem lásky i jedu silně připomíná Wagnerova Tristana a Isoldu. Postava Kláry je také nejzajímavější v opeře, Foersterova nejpropracovanější po Evě. Dobře jsou rozlišeny dva typy herců, ušlechtilý a uměřený Žitný a vášnivý, energický Hlavsa; interakce těchto tří postav je umělecky nejlépe zachycena. Ostatní postavy, včetně Ivana, jsou málo výrazné a zalidněnější scény prologu a epilogu kontrastující s intimní zápletkou jsou málo přesvědčivé.
Volba skupiny herců jako hlavních postav a jejich potíží a úspěchů jako pozadí prozrazuje Foersterův celoživotní zájem o činoherní divadlo a zkušenosti s ním. Dobromyslně humorná scéna se zpěváckým spolkem na výletě rovněž vychází z jeho zkušenosti jako skladatele početných sborů.
Libreto je podle Františka Paly „úsečnější“, „diskrétní“ a „nepatetické“, projevuje se v něm „básník velkého lyrického fondu“, novější hodnocení Ladislava Šípa však označuje jeho slovník za „zastaralý, nadnesený, artificiální až nesrozumitelný“.
Z hudebního hlediska je Srdce od Nepřemožených dalším krokem od uzavřených celků k široké plynulé melodii. Řadu lyrických ploch (Klářina píseň a duet milenců v 1. dějství, oba Hlavsovy zpěvy v druhém) zpracovává Foerster ve svém oblíbeném pomalém trojdobém rytmu. Harmonicky je Srdce bohatší a složitější než předchozí opery, účinně jsou využívány disonance a polyfonie. Je však plně zakotveno v novoromantické tradici a nijak nezohledňuje moderní hudební proudy, které se rozšířily okolo první světové války.
Etické ohnisko opery je v dohře, která následuje po konci vlastního milostného příběhu. Kvůli absenci děje má spíše statický, oratorní ráz, který je odlehčen veselou písní sirotků i výstupem dvojice bodrých sousedů. Mohutný, polyfonní sborový závěr s doprovodem varhan vyjadřuje hlavní myšlenku vítězství lásky.

## Inscenační historie opery
Podle Ladislava Šípa mají poslední tři Foersterovy opery ušlechtilou ideu, „její dramatické vyjádření je však buď v námětu, nebo v postavách či rozvíjení konfliktů pro dnešního diváka nepřesvědčivé, ba překonané“, čemuž nasvědčují zvláště inscenační osudy Srdce. Nikdy se v divadlech neprosadilo tak jako předchozí opery. Po první inscenaci v pražském Národním divadle — která byla se svými desíti reprízami dosti úspěšná — bylo uvedeno roku 1927 v Národním divadle v Brně. Obnovená inscenace pražského Národního divadla z roku 1930, v rámci Foersterova cyklu ke skladatelovým 70. narozeninám, byla také dosud poslední příležitostí vidět toto dílo na jevišti.

## Osoby a první obsazení
| osoba                                                                            | hlasový obor | premiéra (15.11.1923)    |
| -------------------------------------------------------------------------------- | ------------ | ------------------------ |
| Prokop Žitný, herec                                                              | bas          | Vilém Zítek              |
| Klára, jeho dcera                                                                | soprán       | Blažena Aschenbrennerová |
| Václav Hlavsa, herec                                                             | baryton      | Jan Konstantin           |
| Sládek, architekt                                                                | baryton      | Jan Fifka                |
| Ivan, jeho přítel                                                                | tenor        | Vladimír Wuršer          |
| Nitka, krejčí                                                                    | tenor buffo  | Karel Hruška             |
| Cecílie, jeho žena                                                               | mezzosoprán  | Věra Pivoňková           |
| Kunoch, řemeslník                                                                | bas          | Luděk Mandaus            |
| Břečka, řemeslník                                                                | bas          | Miloš Martinec           |
| Členové zpěváckého spolku, sklepnice, hosté, sirotci                             |              |                          |
| Dirigent: Otakar Ostrčil, režisér: Ferdinand Pujman, scéna: Josef Matěj Gottlieb |              |                          |

## Děj opery

### Předehra
(Zahrada hostince „Na vyhlídce“, na kopci v krásné české krajině, letní slunné odpoledne). V zahradě hostince stojí padesátiletý Prokop Žitný s dcerou Klárou a jeho o deset let mladší kolega Hlavsa. Jsou to herci kočovné společnosti, již opustil ředitel i s pokladnicí a Žitný s Hlavsou zůstali o hladu a bez peněz. Ani ve zdejším hostinci jim už na úvěr nedají najíst. Hlavsa se snaží čelit situaci černým humorem a zpívá popěvky o hladu a dluzích (citace písně z Jessiky). Ale při pohledu na zesláblou a trpící Kláru vyráží hledat nějakou pomoc.
Brzy poté do hostince dorazí početná skupina výletník, mezi jinými architekt Sládek a jeho přítel Ivan, krejčí Nitka se ženou Cecílií, řemeslník Kmoch a celý zpěvácký spolek se sbormistrem Břečkou. Žitný chce využít příležitosti, a aby přímo nežebral, prokazuje své herecké umění recitací Nerudovy „Balady české“ (árie Byl jednou v Čechách smavý rek). Sklízí úspěch a mladý Ivan, jehož pohled platil rovnou měrou sličné Kláře, sbírá mezi hosty peníze na hercovu odměnu. I Klára na něj vděčně hledí, což neujde ani navracejícímu se Hlavsovi.

### 1. dějství
(Prostý byt Žitného, zamlžené jarní jitro) Po půl roce jsou již Žitný i Hlavsa členy nové společnosti. Žitný žije pokojně, ale se žalem vzpomíná na svou ženu, která zemřela po narození Kláry. Jeho melancholii zahání Klára. Ona sama je šťastná, právě dostala kytici od „neznámého ctitele“. Otec se domnívá, že se jedná o Hlavsu, o jehož lásce ke své dceři dávno ví a kterého by si přál za zetě.
Klára poklízí a radí se se svým srdcem, které poprvé poznává slast i úzkost lásky (árie Přijď, sluníčko, v jarní den). A brzy se objevuje Ivan, který je od setkání „Na vyhlídce“ oním tajeným ctitelem. Milenci si vroucně vyznávají lásku (duet Ó lásky jaro, ó lásky štěstí), ale vyruší je zaklepání. Klára ukryje Ivana ve svém pokoji a otevře dveře, za nimiž stojí Hlavsa. I on jí nesměle a nesouvisle začíná vyznávat lásku, ale Klára jej v rozpacích stěží poslouchá a chce se mu vymanit, vymlouvajíc se na domácí práce. Hlavsa ji však zahrnuje vášnivými slovy, která zaslechne i Žitný. Blahopřeje Hlavsovi ke včerejšímu úspěchu v divadle. Hlavsa nyní dostal novou smlouvu a vysokou gáži a rád by své štěstí završil sňatkem s Klárou. Žitný to vítá, ale k překvapení obou mužů Klára v slzách hercovu nabídku odmítá a přiznává se, že miluje jiného. Hlavsa zuří, vyhrožuje Žitnému a obviňuje ho z Klárova odmítnutí. Již jednou jej Žitný podvedl a teď se pokouší o totéž, ale tentokrát Hlavsa musí Kláru dostat. Z úkrytu vystoupí Ivan a spolu s Klárou se snaží oba herce uklidnit. Hlavsa odkvapí s hrozbami, Žitný se však nechá přesvědčit o lásce obou mladých lidí a dává jim otcovské požehnání.

### 2. dějství
(Hlavsův pokoj při západu slunce) Hlavsa sedí o samotě ve svém pokoji. Požádal Kláru dopisem, aby za ním přišla, a teď s napětím čeká. Vzpomíná, jak viděl děvče vyrůstat od malička do dnešní krásy, a začítá se do básně, kterou pro ni napsal (árie Od dětství s ní, ach, té krásy). Klára však nepřichází a všechny tyto vzpomínky jsou jen minulostí. Herec nasypal do svého poháru jed a právě ho pozdvihuje k ústům, když do místnosti vstoupí Klára.
Hlavsa šílí radostí, opěvuje její krásu a představuje si, že se Klára stane jeho ženou, ale ta jej přeruší: Měla Hlavsu vždy ráda jako přítele, ba byla by si jej i vzala za muže, ale nyní miluje Ivana a na tom nelze nic změnit. Hlavsa vnímá Klářinu přívětivost a vyrovnanost a uvědomuje si, že jeho láska je beznadějná. Svěřuje Kláře své tajemství: Jako mladík miloval její matku, ta však dala přednost staršímu Žitnému. Do roka po svatbě zemřela po porodu Kláry, ještě předtím však Hlavsu usmířila se svým manželem a darovala mu pohár, z něhož měl pít s tou, která získá jeho srdce. V Kláře pak povždy miloval její matku (árie Hlavsy Tvá matka, Kláro, byla mou láskou). Podává Kláře pohár, aby tak naplnil nebožčin odkaz. Klára tuší, že v číši je jed, neohroženě jí však připíjí se slovy „Cena žití v jeho je lásce“. Hlavsa zasáhne, vyrazí jí pohár z rukou a nechá ji v míru odejít: „Odejdi, Kláro, buď s tebou Bůh!“

### Dohra
(Před sirotčincem, letní odpoledne) Na místě hostince „Na vyhlídce“ je dnes sirotčinec. Jako pravidelně se před ním zastavují na své procházce bývalí stálí hosté Kmoch a Nitka. Nostalgicky vzpomínají na veselé zábavy na tomto místě, obdivují však postaršího správce sirotčince, jehož osoba přímo vyzařuje důstojnost a lásku. Ten právě přivádí své svěřence (sbor sirotků Spadl brouček do vody). Též Klára s Ivanem se přicházejí podívat na místo, kde se před deseti lety poprvé potkali. Klára ve správci poznává Hlavsu. Je to radostné shledání. Hlavsa Kláře vypráví, že po onom osudném rozloučení nalezl naplnění své lásky k ní v péči o ty nejubožejší (árie Hlavsy Ta, po níž prahnul jsem, mne láska spasila). Když všichni odejdou, usedá Hlavsa pod strom a zní mu mystický dětský sbor Kdož sejí v slzách, v jásotu žnouti budou (parafráze žalmu 126).

## Nahrávky
Existuje jedna dosud nevydaná nahrávka celé opery pořízení Československým rozhlasem v Praze roku 1949, tedy v roce skladatelových devadesátých narozenin. Zpívají (Prokop Žitný) Jaroslav Veverka, (Klára) Milada Musilová, (Hlavsa) Zdeněk Otava, (Sládek) Jiří Joran, Ivan Ivo Žídek, (Nitka) Rudolf Vonásek, (Cecilie) Věra Krilová, (Kmoch) Jan Soumar. Pěvecký sbor a dětský sbor Československého rozhlasu v Praze řídí Jiří Pinkas st., Symfonický orchestr pražského rozhlasu diriguje Alois Klíma. Nahrávka byla roku 2007 rekonstruována. Vedle toho existují v archivu Českého rozhlasu samostatné nahrávky nejznámějšího čísla opery, zhudebněné Nerudovy Balady české v podání Ladislava Mráze z roku 1961 a v podání Jindřicha Jindráka z roku 1975. První z nich vydal Radioservis, a.s., roku 2009, v roce 150. výročí skladatelova narození, na CD Josef Bohuslav Foerster: Scény z oper (CR0461-2).